# 綠邊低眼鯰
綠邊低眼鯰，為輻鰭魚綱鯰形目長鬚鯰科的其中一種，分布於南美洲亞馬遜河、奧里諾科河、圭亞那的淡水流域，棲息在河川底部，屬肉食性，生活習性不明，可作為食用魚。

## 擴展閱讀
維基物種上的相關：綠邊低眼鯰